# 주범 양식

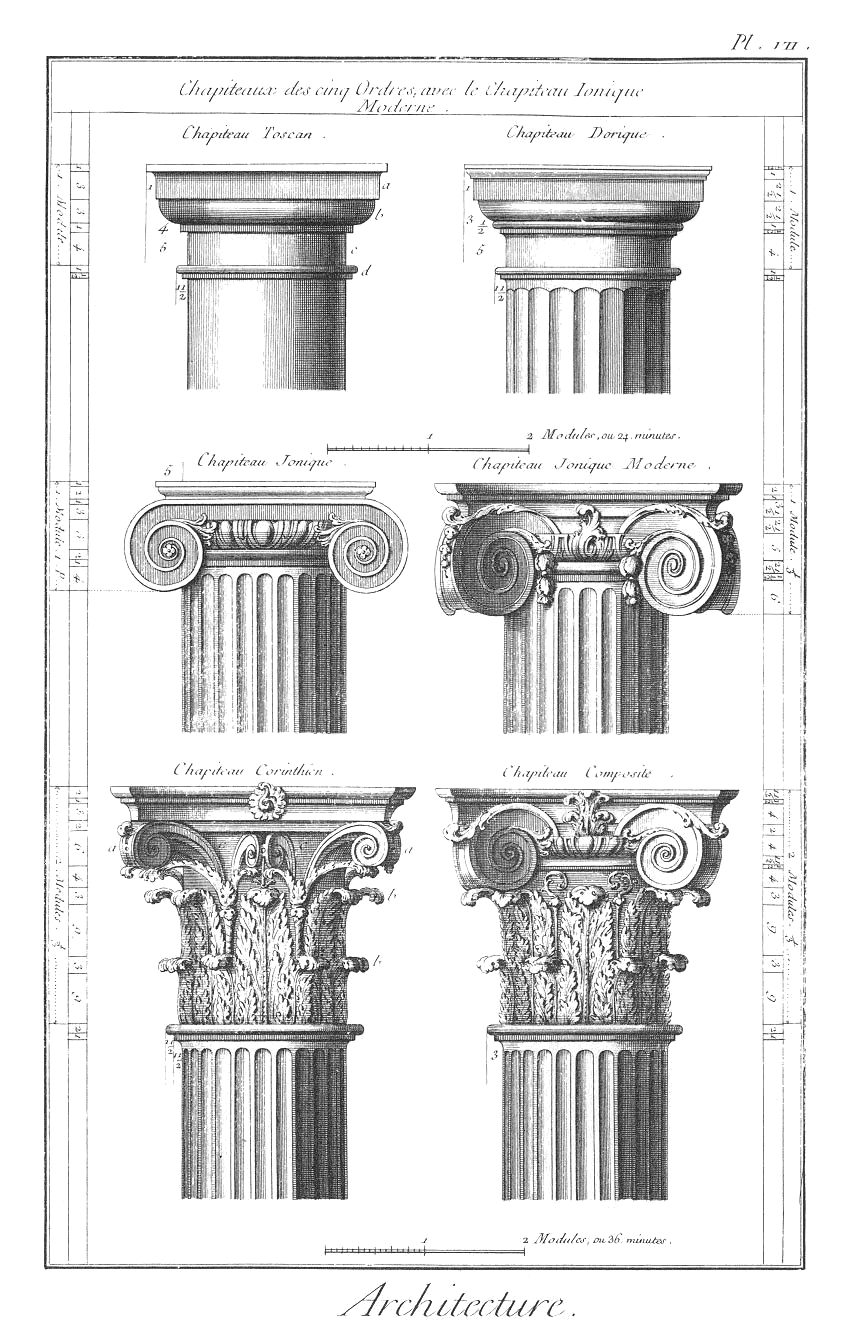
백과전서 18권에 나오는 정제된 표준 오더의 모습. 맨 위에는 도리스식과 토스카나식, 중간에는 이오니아식과 로마의 이오니아식, 맨 밑에는 코린토스식과 복합식이다.

주범 양식(柱範樣式, 영어: classical order, "전범이 되는 기둥 양식") 또는 오더(영어: order)는 고대 그리스와 로마의 건축 의장 양식을 말하며 건축에서 각 부분이 수행해야 하는 역할에 따라 규제된 일정한 비율을 가진 부품들의 조립체이다.. 주범은 건축물의 비례와 특징적인 측면 및 세부 모습에서 두드러지는데, 기둥과 주두(柱頭)의 양식을 통해 가장 쉽게 판별할 수 있다. 각 양식마다 고유한 엔테블러처(entablature)가 있는데, 이는 아키트레이브(architrave, 처마도리), 프리즈(frieze), 코니스(cornice)로 이루어져 있다.
주범에는 도리스 양식, 이오니아 양식, 코린토스 양식, 토스카나 양식, 복합식(콤포지트)가 있다. 고대에 원래 주범은 도리스식, 이오니아식, 코린토스식 이 세 가지였으며, 그리스인들이 만들었다. 여기에 로마인들이 도리스식보다 더욱 단순하게 만든 토스카나식과 코린토스식보다 더욱 장식적인 복합식(콤퍼지트) 두 가지 양식을 더하였다. 고전 건축물의 건축 오더는 고전 음악의 모드나 키, 글로 쓰여진 구성의 문법이나 수사학과 유사하다. 이는 음악의 음정처럼 특정한 모듈에 의해 설정되며, 그 언어에 익숙한 청중에게 특정한 기대를 일으킨다.
주범이 본질적으로 구조적인 역할을 했던 고대 그리스 건축에서는 후기에 이르기까지 아치를 거의 사용하지 않았지만, 아치가 자주 사용된 로마 건축에서는 주범이 점점 장식적인 요소가 되었고 포르티코와 유사한 용도에서는 예외였다. 기둥은 벽에서 튀어나오는 반기둥이나 필라스터로 변형되었다. 이러한 처리 방식은 이탈리아 르네상스에서 처음에는 로마 모델을 독점적으로 따르며 주범의 의식적이고 "올바른" 사용이 다시 돌아온 후에도 계속되었다. 그리스 부흥 건축은 그리스 원형에 대한 지식이 증가하면서 비교적 초기 시대의 모델을 포함하여 보다 진정한 모델로 돌아갔다.

## 요소
각 스타일은 기둥 상단에 독특한 주두와 그것을 지탱하는 수평 엔타블러처를 가지고 있으며, 나머지 건물은 주범에 따라 달라지지 않는다. 기둥의 기둥축과 기둥받침도 주범에 따라 달라지며, 때로는 홈파기(플루트)라고 알려진 수직 오목한 홈으로 구분되기도 한다. 기둥축은 위쪽보다 아래쪽이 더 넓은데, 이는 기둥축의 중간부터 시작하여 위쪽으로 갈수록 기둥이 점차 가늘어지게 하는 엔타시스 때문이다. 하지만 일부 도리스식, 특히 초기 그리스 기둥은 위로 갈수록 좁아지는 모양이기도 했다.
주두는 기둥축 위에 놓인다. 주두는 엔타블러처의 무게를 지탱하는 하중 분산 기능을 가지지만, 주로 미적 목적을 위해 사용된다. 네킹은 기둥축의 연장이지만, 하나 이상의 홈에 의해 시각적으로 분리된다. 에키누스는 네킹(necking) 위에 놓인다. 이는 위쪽으로 불룩하게 튀어나온 원형 블록으로 아바쿠스를 지탱하며, 아바쿠스는 다시 엔타블러처를 지탱하는 사각형 또는 형성된 블록이다. 엔타블러처는 세 개의 수평 층으로 구성되며, 각 층은 몰딩 또는 돌림띠를 둘러서 시각적으로 분리된다. 로마 및 르네상스 이후의 작품에서는 엔타블러처가 기둥에서 아치 형태로 이어질 수 있으며, 그 아치는 하중을 지탱하는 기둥에서 시작되어 엔타블러처의 구분과 조각 장식을 유지한다. 오더의 많은 부분에는 각각의 명칭이 있다.

## 측정

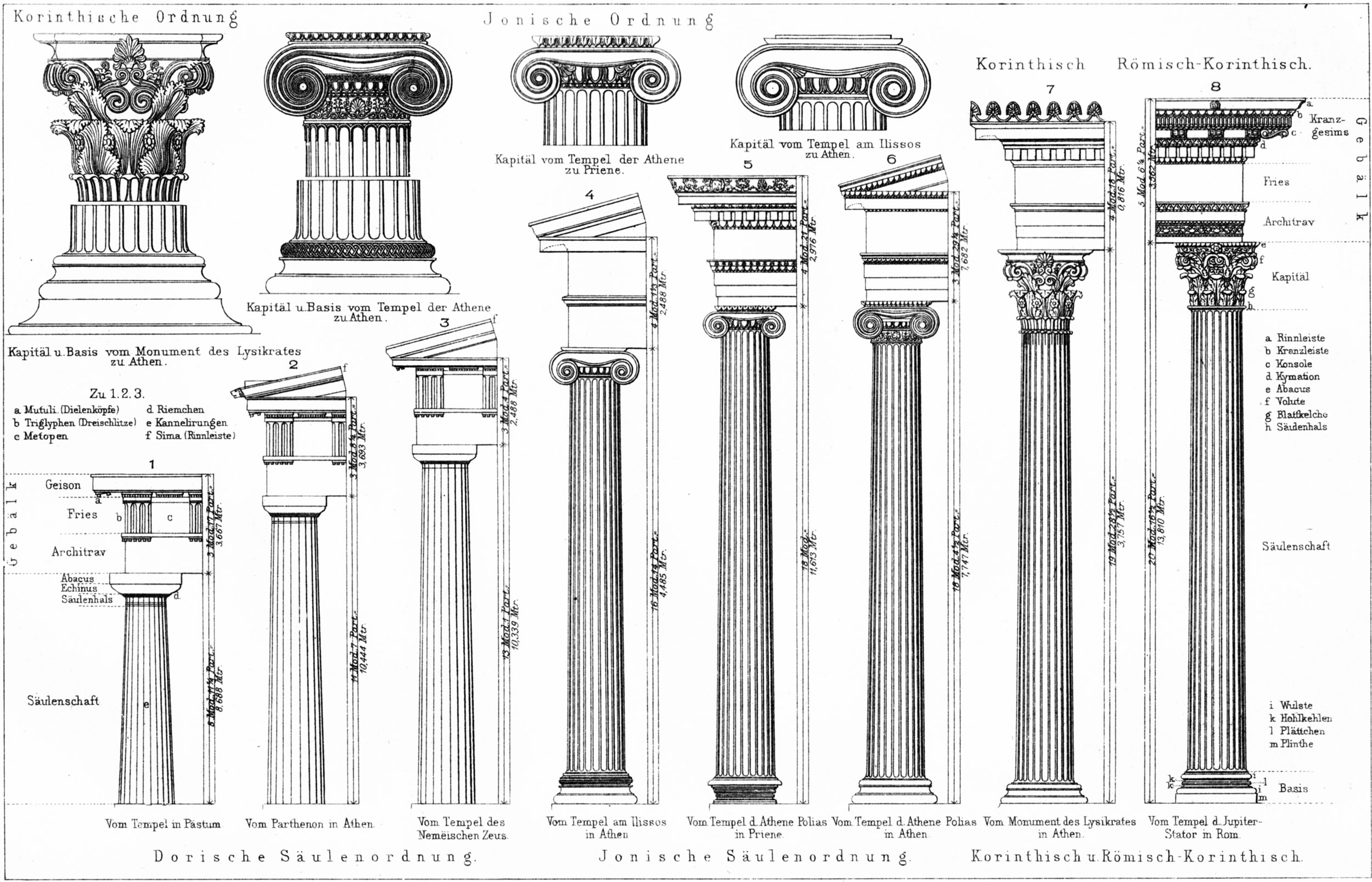
그리스 주범의 전체 높이

기둥의 높이는 바닥에 있는 축의 지름과 기둥의 높이 사이의 비율로 계산한다. 도리스식 기둥은 지름의 7배, 이오니아식 기둥은 지름의 8배, 코린토스식 기둥은 지름의 9배로 설명할 수 있는데, 다만 고대와 후대의 재현 건축물 모두 실제 비율은 상이하다. 다만 도리스식은 기둥이 두껍고, 이오니아식은 중간이며, 코린토스식이 가장 얇은 추세를 보이고 있다. 때로는 축의 어느 부분이 측정되었는지 확인하기 위해 그 기준 위치를 '하부 지름 높이'라고 표현하기도 한다.

## 같이 보기
- 로마 신전

## 참고 문헌
- Barletta, Barbara A., The Origins of the Greek Architectural Orders (Cambridge University Press) 2001
- Barozzi da Vignola, Giacomo, Canon of the Five Orders, Translated into English, with an introduction and commentary by Branko Mitrovic, Acanthus Press, New York, 1999
- Barozzi da Vignola, Giacomo, Canon of the Five Orders, Translated by John Leeke (1669), with an introduction by David Watkin, Dover Publications, New York, 2011
- Chitham, Robert (2005). 《The Classical Orders Of Architecture》. Elsevier/Architectural Press. ISBN 978-0-7506-6124-9.
- James Stevens Curl (2003). 《Classical Architecture: An Introduction to Its Vocabulary and Essentials, With a Select Glossary of Terms》. W. W. Norton & Company. ISBN 978-0-393-73119-4.
- John Newenham Summerson (1963). 《The Classical Language of Architecture》. The MIT Press. ISBN 978-0-262-69012-6.
- Tzonis, Alexander; Lefaivre, Liane (1986). 《Classical architecture: the poetics of order》. The MIT Press. ISBN 978-0-262-70031-3.
- Gromort, Georges (2001). 《The Elements of Classical Architecture》. W. W. Norton & Company. ISBN 978-0-393-73051-7.
- Classical orders and elements
- Spiers, Richard Phené (1911). 〈Order〉. 《브리태니커 백과사전》 20 11판. 176–183쪽.